# 江原素六
江原 素六（えばら そろく、天保13年1月29日（1842年3月10日）- 大正11年（1922年）5月20日）は、旧幕臣、政治家、教育者、キリスト者。旧名は鋳三郎。大日本平和協会副会長（会長は大隈重信）。

## 概要
幕府御家人の嫡子として武蔵国角筈（現：東京都新宿区）に生まれる。房楊枝作りを手内職とする貧しい家庭に育ち、辛苦を舐めながらの生活であったが、剣術、洋学を学び、講武所の教授方として取り立てられる。鳥羽・伏見の戦いでは、人材不足の幕府側の指揮官として戦ったことが認められ、江戸城開城後も市川・船橋戦争などで新政府軍と戦うも負傷して九死に一生を得ながら戦線を離脱する。徳川家の静岡移封後に偽名を名乗り沼津へ移り住んだ。
沼津移住後、旧幕臣の子女への教育のため、沼津兵学校、集成舎（現：沼津市立第一小学校）、沼津中学校（旧制の静岡県立沼津中学校、新制の静岡県立沼津東高等学校と異なる）、駿東高等女学校（現：静岡県立沼津西高等学校）設立者となり、静岡師範学校の校長を務めた。東京に麻布学園を創設し、学校開設から亡くなるまでの間、麻布中学校の校長を務めた。
また、旧幕臣の士族授産事業として、製靴業、牧畜業、茶の輸出会社の設立などを行い、愛鷹山払い下げ運動に非常に深く関わった。政治家としては、静岡県会議員、衆議院議員、貴族院勅選議員を務めた。所属政党は自由党、引き続いて憲政党に参加し、立憲政友会の結成にも尽力した。東京YMCAの理事長や、日本メソヂスト教会日曜学校初代局長を務めるなど、キリスト教徒という一面も持つ。

## 少年時代
天保13年（1842年）1月29日、江戸の角筈五十人町にて、幕臣江原源吾の長男として誕生した。幼名は鋳三郎という。江原家の先祖は三河国幡豆郡江原村の郷士であったが、一向一揆に加担し、徳川家康に背いたとされ零落し、黒鍬者として付き従った。
素六が生まれた当時、黒鍬者であったため収入は少なく赤貧であり、素六に加え、素六の祖父、父、母、弟2人、妹1人の計7人が、1年を玄米40俵（14石）で暮らすという状態であった。町中で住み込みで暮らす女中は給金が年3両だったといわれている。
このため、父母は房楊枝や爪楊枝を作る内職を行っており、素六はこれを町の商人に売りに行くなどして、手伝っていた。家計が厳しいことに加え、父源吾の学問は侍にとって分不相応という考えにより寺子屋にも通っていなかったが、伯父の学費援助で通えるようになった。
嘉永5年（1852年）10歳を迎えた頃、江原家が四谷愛住町へ転居した後、池谷福太郎が主宰する寺子屋へ習字科として移った。ここで、隣席の少年が漢籍の素読をしているのを聞き、「大学」と「論語」を暗唱してしまったというエピソードがある。安政3年（1856年）、昌平黌を受験し、乙科に及第した。昌平黌時代には、浅野従兵衛や深津摂津守に援助された。浅野従兵衛に紹介された斎藤弥九郎の練兵館で剣術の稽古をつけ、また、同じく紹介を受けた深津摂津守の子弟に素読を教え報酬を得た。直参旗本である深津摂津守の武家屋敷で働き、従者代わりに随行することで行儀作法や旗本の生態を理解した。素六は昌平黌に通いながら、小野久弥、関根良介、高島三十郎、星野格次郎、松平勤次郎に洋学を学び、特に洋式兵術に関心を持った。

## 幕臣時代

### 講武所
深津摂津守の勧めで安政6年（1859年）に講武所に入り幕臣となると頭角を顕し、文久元年（1861年）に砲術世話心得、文久2年（1862年）に砲術教授方となった。講武所で学ぶ一方で本格的に洋学を学ぶため、松代藩士蟻川賢之助の塾に寄宿した。この時期、特別警護隊としてハリスの警護や、横浜警備隊として吉田橋の警護に就いた。

### 長州征伐
慶応元年（1865年）5月、徳川家茂を総大将とした長州征伐の際、素六は撤兵中隊長として江戸を発った。京都では桑名藩邸の警備に就いていたが、旗本や家臣、諸般の兵に洋式練兵を教えるため、京都と大坂の間を往来し、7月には広島、備後三次を通り、島根・石見銀山の農民に歩兵操練、役人に砲兵の技術を教えた。慶応2年（1882年）7月、第14代将軍徳川家茂が大坂で亡くなり長州征伐が中止になると素六も11月に江戸に戻った。江戸に戻る道中で、読書をしなかった日は無かった。翌月12月には第15代将軍徳川慶喜警護の職務のため歩兵指図役並となり、京都へ向かった。京都滞在中に砲兵指図役頭取並に昇進した。

### 鳥羽・伏見の戦い
慶応3年（1867年）10月14日、徳川慶喜が大政奉還を宣言すると、京都・大坂の幕臣は大きく動揺する。素六もその騒動の中で指揮に当たっていたが、江戸に戻るよう命令が下った。兵乱を防ぐため京都残留を願い出て隊を離れた素六は、単身伏見を回って大坂に向かった。大坂に向かう途中、道端の林の中にナポレオン3世から幕府へ贈られた大砲2門が置き去りになっていた。捨て置けば幕府の不名誉となると考えた素六は、江戸っ子の人夫たちに淀まで引くことを依頼して大砲を大坂まで運ばせたという。
慶応4年（1868年）1月3日の鳥羽・伏見の戦いは、薩摩側の天皇から預かった「錦旗」が効果を発揮し、徳川側は手出しできず総退却し、大阪を引き上げた。この戦いの中、素六は敵からの防衛のため、若手の兵を借りることを肥後守に申し出て、砲兵一大隊と歩兵一中隊を与えられた。素六は、大坂市街を戦場にせず、幕府の兵が無事に江戸へ退き、徳川慶喜が安全に大坂を立ち去れるよう兵を率いて淀川に沿った守口で陣を構えた。しかし、徳川慶喜は脱出ルートとして海路を使い和歌山に抜けたため、素六は部下の不満をなだめながら大坂へと向かったが、大坂城内は撤収騒ぎで混乱しており、さらに堺方面に逃れた。その堺でも街中で発砲を受けながら、素六は部下に動揺も与えず紀州へと逃れた。
紀州では、空腹のため民家に食料を分けてもらい、まずは兵士に食を与え、最後に自分の分の食料を買いに行かせた。米を炊いている最中、素六は疲れから熟睡してしまい、旅費として支給されていた200両を盗まれてしまったが、当惑の素振りを見せないよう、行軍の指揮者として知恵を働かせ、兵を乗せるため千石船一隻を借り受け、和歌山沖より江戸に向かって出帆した。江戸へ向かう途中、幕府の軍艦順動丸に出会い、これに乗り換えて品川へ着いた。

### 市川・船橋戦争
慶応4年（1868年）素六27歳の時、3月に撤兵頭並、4月に昇進し撤兵頭に命じられた。すでに官軍との戦いを選ぶことは時期を失ったと思っていた素六が、戦うべしと意気まいている部下の前で官軍に従うと言えば、不忠不義と罵られ殺される恐れがあった。そのため、不本意ながら「戦」の字を大書して席を立った。素六はどちらの決定になったとしても死を覚悟し、菩提寺へ参り切腹するつもりであった。切腹前にと数学の師である近藤真琴を訪ねたが不在だったため「慷慨死に就くは易く、従容道に従うは難し」と書き記し菩提寺へと向かった。素六の置き手紙を見た近藤が駆けつけて諭したため、切腹を思いとどまる。素六は江戸から脱走した撤兵隊の部下を鎮めるため木更津へと向かった。木更津では、すでに意気盛んな兵士たちが徳川義軍府を立てていたが、作戦・防戦計画は何一つなかったため、素六は黙って見過ごすことができず、陣地の構築や、作戦行動の指揮をとることになった。官軍側参謀長が素六に降伏を進めてきた際は、部下たちの気持ちを考慮して降伏の申し出を断腸の思いで断ったとされている。市川・船橋戦争では、八幡の戦いから海神の戦闘の中で素六も弾丸で撃たれ、江原隊は壊滅した。戦いの後、従者2人と船橋の山野村に残り、鶴岡伊右衛門に匿われながら1ヶ月ほど山野村を転々とした。1ヶ月間になんとか歩けるようになり、江戸に連絡し、船橋から漁船を使い江戸に向かった。

### 江戸潜伏から沼津へ
江戸では、藤沢志摩守より、彰義隊の壊滅で江戸が新政府軍の制圧下であることが聞かされ、素六も残党狩りの対象となっていることを聞かされた。四谷愛住町の実家に戻った素六は、親への追求を恐れた父源吾より廃嫡とされ家督は弟善次へと引き継がれ、素六は、実家から江戸の中を転々と潜伏し続けた。この間、阿部邦之助の仲介で榎本武揚と会い、榎本艦隊の脱走に加わるように要請されたが、素六はもはや大勢は決まり、戦闘をするときではないと応じなかった。8月に徳川家が駿河府中移封となり、徳川の家督を徳川慶喜から引き継いだ徳川家達が静岡に移ると、素六は静岡に移るため、小野三介と名を変え、8月19日無禄移住組にまぎれ、徳川家へ帰参するためアメリカ船の第一ニューヨーク号に乗り込んだが、天候が悪く外洋に出たとこで風浪のため下田に避難することとなった。素六の乗っていた第一ニューヨーク号の無縁移住組は、駿河府中藩庁の指示で、沼津、田中（藤枝市）、横須賀（大須賀町）の3グループに分けられ、素六は田中に向かったが、静岡に素六が潜伏していることを察知した政府は、拘束、引き渡しを藩庁に要求したため、藩庁に迷惑をかけないため、素六は小野三介を行方不明という形にし水野泡三郎と名を変え、中泉村竹原（長泉町）の土地の豪農大沼、長倉の両氏に匿われた。10月には、指名手配が解かれたこと藩庁からの連絡で知り、陸軍御用重立取扱に任じられた。明治元年（1868年）12月名を鋳三郎から、素六へと改めた。

## 教育者として

### 沼津兵学校の頭取監督として
慶応4年（明治元年）徳川家の新しい領土が駿河の地に決まると、旧幕臣の授産と西洋文化活用のため、阿部邦之助と江原素六は徳川家の新領地内に兵学校の創設を働きかけた。明治2年（1869年）に江原素六は静岡藩小参事となり、静岡藩の軍事掛と沼津兵学校掛を命ぜられた。沼津兵学校の頭取にはオランダに留学経験のある西周が付き、技術的学科だけでなく基礎的な西洋の学問として、英語・仏語、数学の微分・積分までが取り入れられた。また、沼津兵学校には附属小学校が設けられ、一貫教育を目指した。
沼津兵学校は当初徳川家兵学校と称したが、明治2年（1869年）7月の版籍奉還の後、沼津兵学校と改称された。明治3年（1870年）、主要な教授陣が沼津兵学校から政府へ出仕する中、太政官は海外視察のため、視察団員を13の大藩に2名ずつ選出させた際、素六も静岡藩より選出された。視察団は、明治4年（1871年）4月にサンフランシスコ上陸後半年アメリカに滞在し、大部分の者がヨーロッパ視察に行く中、素六は日本へと帰国した。帰国の際には、余った旅費で書籍・器械・商品見本を購入し持ち帰った。書籍は、沼津兵学校の生徒たちに与えた。明治4年（1871年）7月の廃藩置県に伴い、兵学校は政府に献納された。

### 沼津兵学校附属小学校・集成舎の監理者、沼津中学校の校長として
沼津兵学校附属小学校は廃藩置県により、明治4年（1871年）11月に沼津小学校と改称されたが、これまで通り徳川家によって経営された。明治5年（1872年）8月に学制が頒布され、これまでの小学校は廃止されることになり、沼津小学校は徳川家に代わり江原素六等により管理された。学制頒布により全国に学区制が定められたが、江原素六の斡旋により、他地域に先んじて明治6年（1873年）1月に沼津小学校は公立小学校集成舎として引き継がれた。
沼津兵学校が東京に移設され空白となった沼津地方の教育の対策として、江原素六は集成舎に正則科（小学校）と変則科（中学校）を設立した。英語や数学が重視され、教科書を編纂し使用した。外国から教師としてグッドマン、キーリングを招き教育にあたらせた。明治8年（1875年）11月、集成舎の監理者であった江原素六は駿東・富士両郡の正副区長を招集し中学校設立を協議し、翌明治9年（1876年）8月に変則科を集成舎から分離を決定。第二大学区第十四番中学校として独立させ、静岡県最初の中学校となった。開校から明治15年（1882年）4月に辞任するまで校長は江原素六であったが、途中明治14年（1881年）4月学校寄宿舎の炊事場から出火し、校舎を全焼してしまい、書籍や器具類を焼失した。なお、明治18年（1885年）に文部省方針として全国の県立中学校は一県一校制をとることとなり、翌明治19年（1886年）に静岡に中学校を統合し、沼津中学校は廃止された。

### 静岡師範学校の校長として
明治5年（1872年）8月の学制頒布に伴い、全国各地に小学校が開校されると同時に、教員の養成も必要となり師範学校が設けられ、静岡県では明治8年（1875年）に静岡師範学校がつくられた。そして、その初代校長として江原素六が就任した。江原素六は静岡師範学校の開校式式辞の中で「天下の治平は一大善行の凝、全国の独立は一人独立の積にしてその能く独立する所以の者は何ぞや、学を勤め芸に遊び以て知識を闡明にするに由らざるなし」と述べている。

### 私立駿東高等女学校の設立発起人・顧問として
明治32年（1889年）の高等女学校令公布以降、駿東郡において女学校の設立を目指す機運が高まり、明治33年（1890年）3月26日沼津高等小学校第一回卒業式において、当時の駿東郡長河野鎗治郎が、高等女学校経営の意志があることを表明する。明治34年（1891年）1月9日、河野駿東郡長が町村長会を召集し、高等女学校を郡内に設置することを決定、推進役として調査委員を選出した。調査委員は駿東郡長、松崎郡長、沼津町長、楊原村長、金岡村長の5名である。調査員は、静岡県会・郡会議員などに寄付募集への協力を求めたり、江原素六ほか代議士に創立発起人となるよう依頼状を送った。同年2月25日、高等女学校設立の発起人として有志者の会合が開かれ、江原素六はこれに出席している。
明治34年（1901年）4月に駿東郡長河野鎗治郎を設立者として私立駿東高等女学校が創立されてからは顧問を引き受け、学校運営にも参加した。明治37年（1904年）に設立者河野鎗治郎が辞任すると、江原素六が設立者となった。その後、私立駿東高等女学校は大正8年（1919年）5月に駿東郡立駿東高等女学校と改称され、その後、大正11年（1922年）には静岡県立沼津高等女学校と改称された。

### 東洋英和学校の幹事・校長、そして麻布中学校の校長として
東洋英和学校はカナダ・メソジスト教会宣教師ジョージ・コクラン博士により明治10年（1877年）に創立された。明治17年（1884年）に高等尋常の過程を有する普通学校を設立し、明治19年（1885年）に神学部が設けられた。当時は英語に対する要望が多く、各界の有力者達の中で子供を入学させようとした時期だったが、明治20年（1886年）に外人教師による生徒への傷害事件や、外人教師と日本人教師との間にトラブルが発生し、退学する生徒が増加した。このような学校の騒動を解決するため、沼津の集成舎で教師をしていたミーチャム等は、江原素六をカナダミッションに推薦、それに応じた江原素六は明治22年（1889年）6月に上京し、東洋英和学校の幹事として学校運営に参加した。
しかし、翌明治23年（1890年）7月の第1回衆議院議員総選挙に駿東郡下で推薦され、立候補のため幹事を辞職した。明治26年（1893年）に再び東洋英和学校で校内騒動が起こり、江原素六は乞われて校長となり、再び学校運営に携わることになった。その後明治28年（1895年）7月に東洋英和学校は江原素六により2つに分割され、神学生と神学候補性のみで英和学校を組織し、普通科生の大部分を以て麻布尋常中学校を設けた。明治28年（1895年）10月に第一高等学校に特別試験入学の特権附与を出願、翌明治29年（1896年）10月に公認された結果、明治31年（1898年）には第一高等学校5名、第二高等学校4名、第三高等学校2名と全国の中学校の中でも上級学校進学に優秀な成績を示すようになった。
明治32年（1899年）8月に文部省から訓令が出され、中学校における宗教教育や宗教的儀式を禁ずるという主旨だったため、表面上は独立していたが財政的に東洋英和学校の附属学校だった麻布中学校には、カナダミッションから翌明治33年（1900年）3月の廃校が伝えられた。これを契機に江原素六は麻布中学校を東洋英和学校から独立し経営することを決意し、校地の購入のために多額の借金を背負うこととなった。また、校舎建築には寄附金により賄い、明治33年（1900年）9月13日新校舎が落成し、授業が開始された。しかしながら、校舎新築の負債は返済しきれず、麻布中学校を財団法人として債権を発行することに決め、明治36年（1903年）に財団法人として麻布中学校が発足、江原素六は専務理事兼校長に就任した。江原素六は麻布中学校長として、毎日学校に出て、各級の修身講話を行い、校内での祝賀会や送別会などがあると、たとえ質素ではあっても、江原素六は喜んで参加した。

### キリスト教信者として

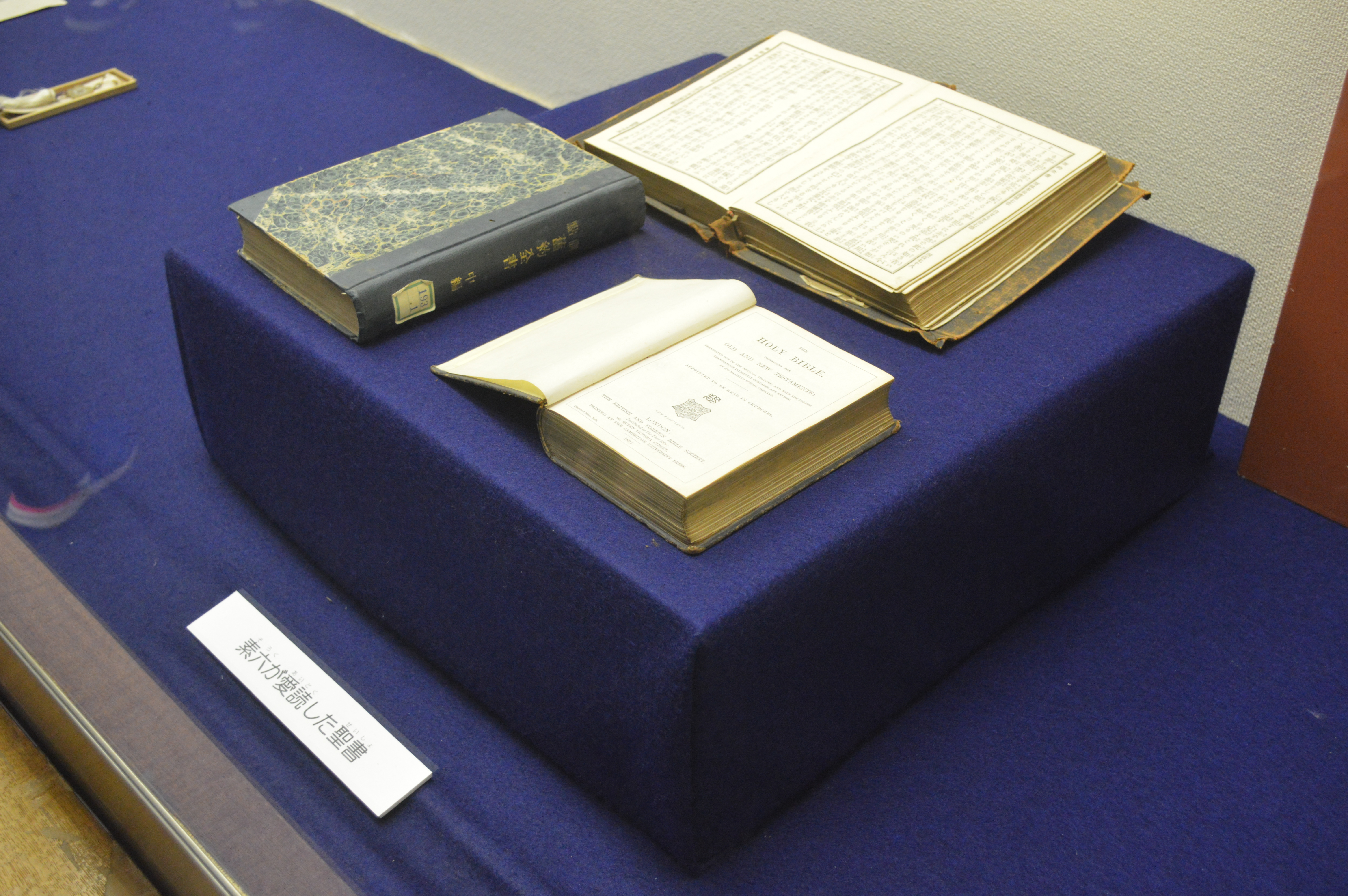
本人が使用していた聖書

また、1877年（明治10年）1月15日にカナダ・メソジスト教会宣教師ジョージ・ミーチャムから洗礼を受けてキリスト教信者になった。1881年（明治14年）、素六は沼津協会の初代牧師より2度目の洗礼を受けた。通常キリスト教では一度洗礼を受ければ2度目を受けることは異例だが、この年、大病を患い復帰した素六自信の内で何かが死に蘇ったと考えることができる。また、日本基督教団沼津教会を設立したり、東京YMCA（キリスト教青年会）第5代理事長なども務めた。

## 事業
士族授産にかねてから関心のあった江原は、回漕業や製靴業などを始めるも重ねて失敗していた。例えば製靴業は、「卑しい仕事である」として父兄が、「国風に合わない」として政府が、それぞれ反対したためとん挫した。しかし、陸軍で製靴事業を行うようになると、この時江原の元で工員であったものが軍へ多く招かれている。江原の事業は数多く失敗したものの、本人が私腹を肥やさず清貧を貫いたため、恨みを受けることはなかったという。
明治5年（1872年）、元長窪、北小林、東沢田、万野原の土着士族や戸長副戸長の主唱者として江原は県から1万4千円を借りる。同年11月には牧牛社を結社し、元長窪、東沢田、万野原にて牧羊・牧畜を開始、牛乳や乳製品も販売し始めた。しかしその後、飼料の供給方法に行き詰まり、さらにそこへ、疫病・暴風雨・失火が度重なり経営は悪化していった。江原が保証人となって県から再び金を借りるも、やがて「牧畜は外夷の肉食を鼓吹する。国の体面を汚す。公職についている立場上、この事業から手を引くべし。」という政治的圧力ががかかり、江原は牧牛社へ助力できなくなっていく。最終的に明治18年（1885年）春、牧牛社は解散した。
明治10年（1877年）3月、不安定であった牧畜業を支えるために江原は、茶の輸出業者である積信社を依田治作・坂三郎とともに設立、同年4月に開業した。それまで茶の輸出は横浜の問屋業者がアメリカ合衆国の貿易商社へ卸していた。これを直輸出すれば中間搾取がなくなり、価格が安定するであろう、という狙いがあったのである。明治政府も、不平等条約の下で外商の支配を逃れることを期待し、横浜正金銀行や内務省、県庁を通じて支援している。しかし、資金調達に手間取ってしまい、良質な茶を手に入れられず、低価で販売せざるを得なくなってしまった。三井物産や横浜正金銀行から借り入れて事業継続を図り、また紅茶の製造など事業拡大、さらにはロシアへの輸出を画策したり、アメリカ合衆国大統領のユリシーズ・グラントを視察に招くなどした。一度は黒字になったものの、アメリカ側の嗜好をつかみ損ねて再び赤字に転落した。しかし、黒字から赤字になったことが日本に伝わるのはさらにその翌年のことであり、その時には既に前出の銀行から多額の借金を重ねてしまっていた。最終的に明治16年（1883年）に積信社は廃社した。その際に借金の分配をめぐって裁判となり、これによって積信社の資料が数多く残されることとなる。

### 愛鷹山払い下げ運動
1882年（明治15年）地租改正により愛鷹山が国有地化された。江戸時代から入会地として江頭浩蔵ら地元金岡村の有力者は、地元農民の生活を支えてきた愛鷹山を無償で貸してもらうよう、素六に交渉を依頼した。一度は1883年（明治16年）に官林拝借願いが通り、無料貸渡の許可を得たが、1889年（明治22年）に、御用林に編入されてしまい、翌年1890年（明治23年）に素六に第1回衆議院議員選挙に立候補してもらうべく、江頭浩蔵らは土地を提供し被選挙権を得られるよう工面した。素六は農民ともども東京まで出向き、ついに1899年（明治32年）に払い下げに成功した。愛鷹山の払い下げは旧士族に恩恵を与えただけではなく、地域住民広くにおよび、沼津の功労者として素六の名は今日に残っている。

## 政治家として
1876年（明治9年）、素六は、静岡県会議員として公選された。1882年（明治15年）3月には、前年10月に自由党を結成した板垣退助が東海道遊説に出かけ、同年3月15日に沼津の乗運寺にて演説会が催されているが、このとき、素六も演説会に出席し、板垣らとともに政治演説を試みた。1890年（明治23年）7月、第1回衆議院議員選挙において、静岡県第7区（駿東郡と伊豆4郡）から立候補し、初当選した。同年9月に結成された自由党（結成当初の名称は立憲自由党であったが、翌年改名）に参加し、同党の院内会派である弥生倶楽部に籍を置いた。
1898年（明治31年）5月14日から開かれた第12回議会では、素六は予算委員長となり、政府の増税策を否決したことから、政府は議会を解散した。解散に先立って開かれた自由党の臨時大会では、素六は大会議長となり、大会の進行を担当した。この大会では、自由党については解党し、同一目的を持つ党派を合体した一大政党を組織することが決議された。その結果、自由党は、進歩党と合同して、憲政党が組織されることになった。この際、素六は、憲政党の総務委員の1人となっている。
素六の政治家としての活動は、女子教育や女性解放運動と関わりを持っていた。その1つとして、1901年（明治34年）4月には、私立駿東高等女学校（現:静岡県立沼津西高等学校）の発起人となっている。後年には立憲政友会の結成に尽力した。1912年（明治45年）4月2日に貴族院勅選議員となり、没年まで政治家として活躍した。

## 略年表
- 1842年3月10日（天保13年1月29日） - 父源吾と母ろく子の長男として、東京府豊多摩郡淀橋町角筈五十人町817番地で誕生[48]。
- 1868年（慶応4年/明治元年） - 8月、静岡県沼津市に移る[48]。11月、沼津兵学校設立[48]。
- 1869年（明治2年） - 兵学校付属沼津病院設立[48]。
- 1872年（明治5年） - 2月、河村縫子（川村清雄の義姉）と結婚[48]。5月、集成舎設立[48]。11月、愛鷹山で牧畜事業を開始[48]。
- 1873年（明治6年） - 6月、長男帯一誕生[48]。
- 1875年（明治8年） - 静岡県師範学校校長となる[48]。6月、長女なつ子誕生[48]。
- 1876年（明治9年） - 1月、静岡県師範学校校長辞任[48]。12月、県会議員となる[48]。
- 1877年（明治10年） - 1月15日、カナダ・メソジスト教会宣教師ジョージ・ミーチャムから洗礼を受けてキリスト教信者となる[48]。3月、製茶輸出事業・積伸社を開始[48]。
- 1878年（明治11年） - 牧畜事業を廃止[48]。
- 1879年（明治12年） - 3月、駿東郡長となる[48]。4月、沼津中学校校長となる[48]。6月、次女よし子誕生[48]。
- 1881年（明治14年） - 6月、駿東郡長を辞任[48]。
- 1882年（明治15年） - 吉原教会を創立[49]。積伸社を廃止[48]。4月、二男次郎誕生[48]。
- 1884年（明治17年） - 富士宮教会を創立[50]。
- 1885年（明治18年） - 2月、三男三郎誕生[48]。
- 1888年（明治21年） - 2月、四男愛作誕生[48]。
- 1889年（明治22年） - 6月、東洋英和学校幹事となる[48]。中央会堂福音士となる[48]。東洋英和学校幹事を辞任[48]。
- 1890年（明治23年） - 7月、衆議院議員当選[48]。
- 1891年（明治24年） - 4月、三女しづ子誕生[48]。
- 1892年（明治25年） - 7月、衆議院議員当選[48]。
- 1893年（明治26年） - 1月、父源吾死去。6月、東洋英和学校校長となる[48]。9月、長女なつ子、福井菊三郎と結婚[48]。
- 1894年（明治27年） - 3月、衆議院議員当選[48]。9月、衆議院議員当選[48]。
- 1895年（明治28年） - 7月、麻布中学校設立。校長となる[48]。
- 1898年（明治31年） - 3月、衆議院議員当選[48]。8月、議員を辞める[48]。
- 1899年（明治32年） - 7月、麻布中学校、ミッションの手を離れる[48]。
- 1900年（明治33年） - 8月、次女よし子、高山長幸と結婚[48]。
- 1901年（明治34年） - 4月、私立駿東高等女学校（現：静岡県立沼津西高等学校）設立。
- 1903年（明治36年） - 1月、長男帯一、死去[48]。
- 1904年（明治37年） - 2月、東京YMCA（キリスト教青年会）第5代理事長となる[48]。
- 1906年（明治39年） - 6月、家庭学校理事となる[48]。
- 1907年（明治40年） - 6月、日本メソヂスト教会日曜学校初代局長となる[48]。
- 1911年（明治44年） - 7月、母ろく子死去[48]。
- 1912年（明治45年） - 4月2日、貴族院議員となる[48]。
- 1913年（大正2年） - 3月、白十字会会長となる[48]。
- 1917年（大正6年） - 白十字会林間学校校長となる[48]。
- 1922年（大正11年） - 5月20日、自ら設立し校長を務めた麻布中学校の箱根への遠足の数日後、脳溢血で死去。81歳。

## 記念行事

### そろくまつり
素六の命日である5月19日に沼津市明治史料館で開催される記念祭で、2007年（平成19年）から開催されている。「江原学習」として市内の小学生が素六の功績を調べた成果を発表したり、楽器演奏や映画上映、餅搗きなども行われている。

### 墓前祭
麻布中学校・高等学校の生徒が、沼津市西熊堂にある、創立者素六の墓を訪ね、献花等を行って偲ぶ記念式典。素六の亡くなった1922年（大正11年）から第二次世界大戦中を除いて実施。1976年（昭和51年）からは毎年開催されている。

### 生誕180周年・没後100周年記念
- 2022年（令和4年）2月11日から5月29日まで沼津市明治史料館で特別展示を開催している[54]。
- 2022年（令和4年）5月15日、沼津駅北口広場に銅像建立。
- 2024年（令和6年）6月10日、江原素六の生涯を子どもたちに知って貰う為に240頁に及ぶ漫画作品として1500部を制作し、2年半かけて完成された。「公益社団法人江原素六先生顕彰会」の企画で、同市出身の漫画家・風間宏子が著作者として同法人の土屋新一会長らと共に沼津市役所での寄贈式に出席し、同市や同市教育委員会に『漫画「江原素六」』338部を寄贈した[55][56][57]。

## エピソード
- 江原素六は、回顧談で「幕府の柔和な人の中では、幾分か過激な性質があり、誰にも厭がられていた」と語っている[9]。
- 鳥羽・伏見の戦い後、順動丸が品川に着いた際、部下のために料亭に飲食を用意させて船に戻ってみると、兵士たちはあらかた立ち去ったことを見て、余は大に人情てふことを学べりと、人の親子の情の強さを学んだという[9]。
- 100本に束ねた房楊枝を売りに行く際、姑息なことを嫌った素六は外側に出来の良いもの内側にできの悪いものとして束ねることができず、上等なもの、普通なもの、不出来なものを分けて売っていたため、却って信頼され言い値で売ることができた[10]。
- 当時の日本のイチジクは味が悪く、アメリカから輸入し日本で栽培しようと発注をかけたが、横浜の税関から取りに来るよう催促されたため行ってみると豚が届いていた。イチジク (FIG) と豚 (PIG) のスペルミスであった[10]。
- 素六は、洗礼後も神道教導取締・大講義として沼津浅間神社で聖書の言葉も引用しながら講義を続けていた[10]。
- 品格を伴った「古武士」に例えられた風貌は、演説時に聴衆を捉えて離さなかった[10]。
- 乗蓮寺での素六の演説の巧みさは、遊説中の板垣退助をして感嘆させ、東海遊説に素六は同行することとなった[10]。
- 素六は、麻布中学校第六回卒業証書授与式で、とある若者が公立高校の教員になりたい理由を問うたところ、年功により給料が上がり退職後も恩給が得られるを聞いて、当時の青年が進歩を選ばないことを憂えた。また、それに続き、素六は、学問や事業のために苦しむはずはなく、自分自身が為すところを為すなら、喜んで従事するものであり、苦しまず楽しくやる習慣を養うことが必要なのではないかと問いた[10]。
- 麻布中学の校長宿舎に住んでいた時代、素六への来客は絶えなかったが、衣食に無頓着であった素六との相伴では、ある名士は、近所の蕎麦屋から蕎麦を取り寄せ勧めたところ、以来名士は粗末な食事に懲りて食事前に帰っていったり、女中への指示ミスにより一人前の刺身しかなく客に提供された際は、素六は平然と干物だけで食事をとり客が恐縮したりした[10]。

## 著作物
- 『通俗講話 浮世の重荷』江原素六、磯部甲陽堂、東京市、大正4年 (1915)
- 『通俗講話 浮世の重荷』（復刻版）江原素六、沼津市、平成24年 (2012)
- 『急がば廻れ』江原素六、大京堂書店、東京市、大正14年 (1925)
- 『急がば廻れ』（復刻版）江原素六、沼津市、平成27年 (2015)
- 『自叙伝 予の受けたる境遇と感化』江原素六、明治41年 (1908) 発行、昭和53年 (1978) 再刻、昭和55年 (1980) 再刻
- 『青年と國家』江原素六、金港堂書籍株式會社、東京市、明治36年 (1903)
- 江原素六 編『国立国会図書館デジタルコレクション 青年と国家』1903年。2019年12月9日閲覧。
- 江原素六 編『国立国会図書館デジタルコレクション 急がば廻れ』1926年。2019年12月9日閲覧。

## 栄典
- 1906年（明治39年）4月 - 勲四等旭日小緩章[48]
- 1913年（大正2年）10月 - 藍緩褒章[48]
- 1915年（大正4年）11月10日 - 勲三等瑞宝章[58]
- 1922年（大正11年）5月20日 - 正五位勲二等[48]

## 親族
- 父 源吾
- 母 ろく子
- 妻 縫子（1851年生） - 成瀬隆蔵の姉[59]
- 長男 帯一
- 長女 なつ子(1875年生) - 静岡高等女学校出身。夫の福井菊三郎 (1866年生)は三井合名会社11代目理事長[59]。長男の岳父に小原駩吉、四男の岳父に伊藤忠兵衛 (二代)、娘婿に石黒九一、上野淳一、佐渡卓（日本国土開発社長）[60][61]。
- 次女 よし子（1889年生）- 高山長幸の妻[59]
- 二男 次郎
- 三男 三郎
- 四男 愛作
- 三女 しづ子

## 江原素六の関連施設

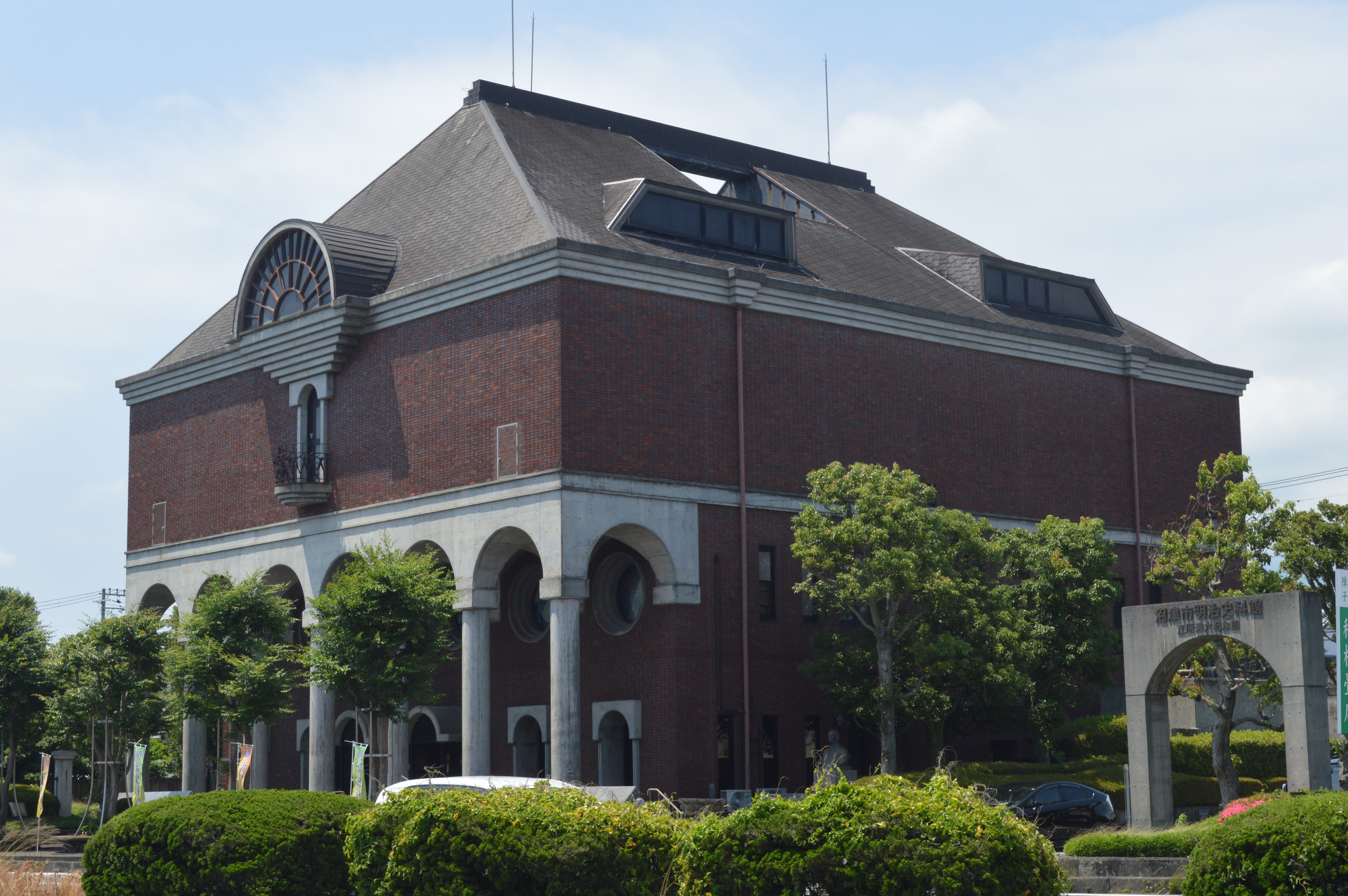
沼津市明治史料館
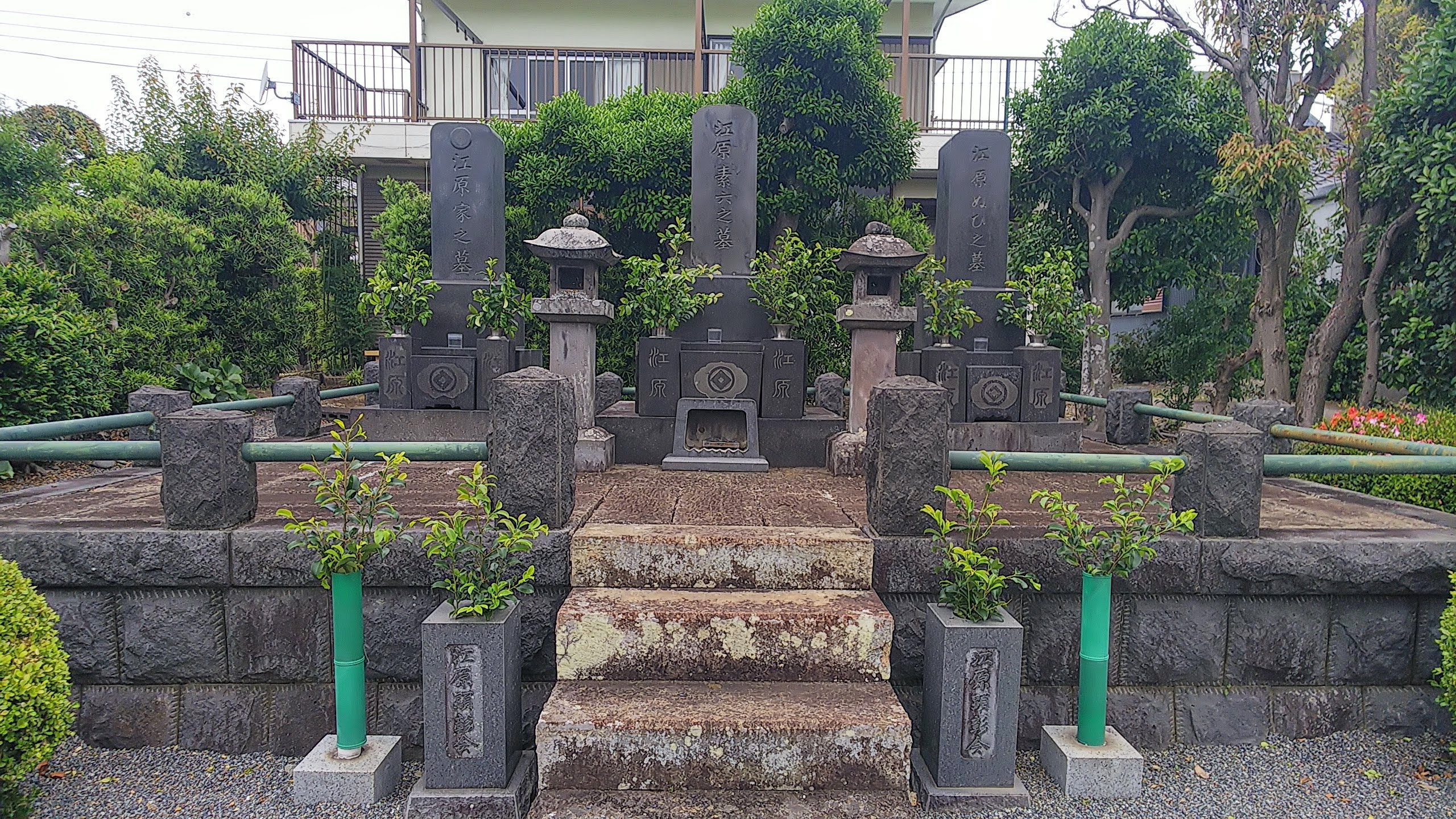
江原素六の墓
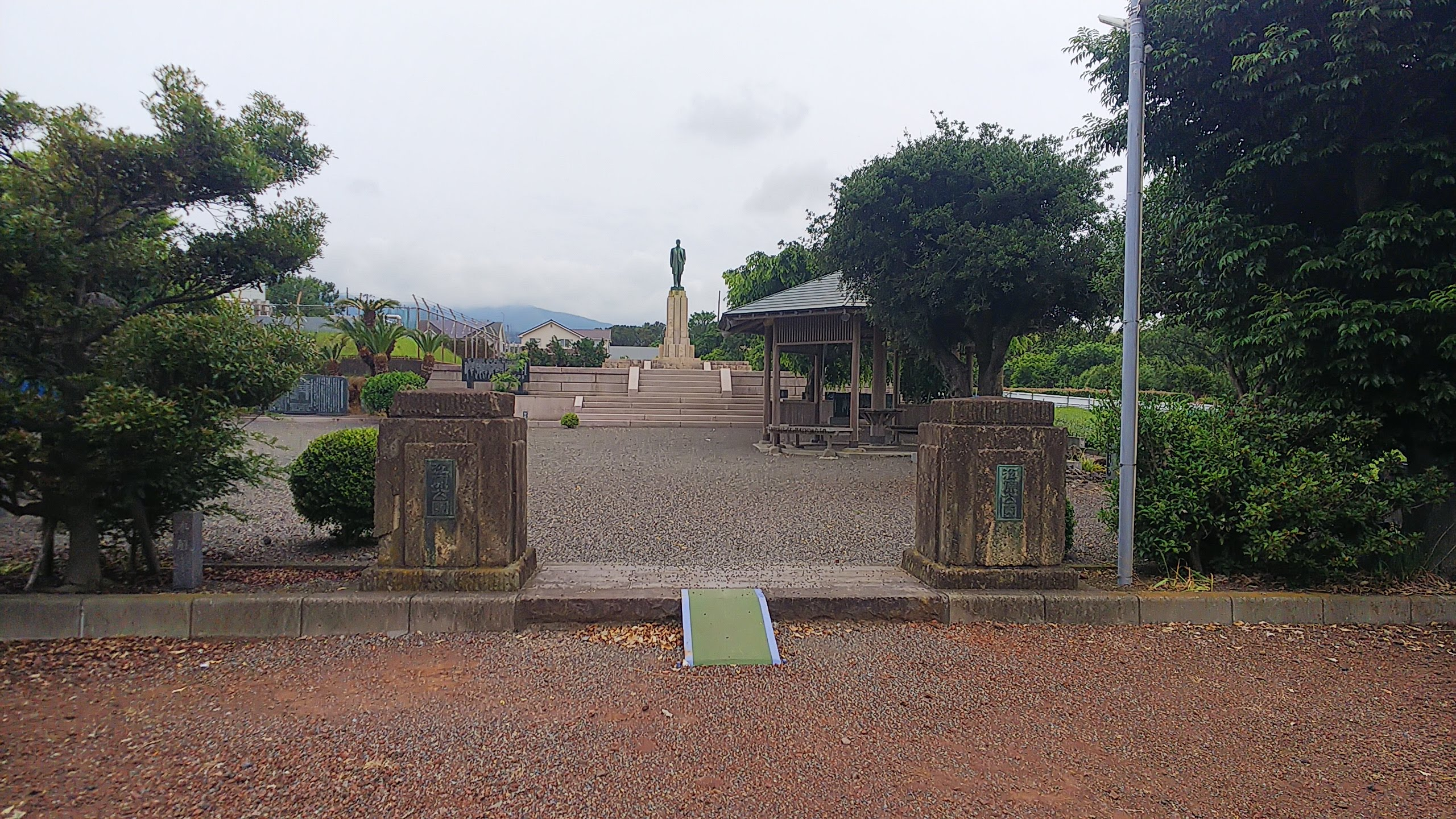
江原公園と江原素六の像
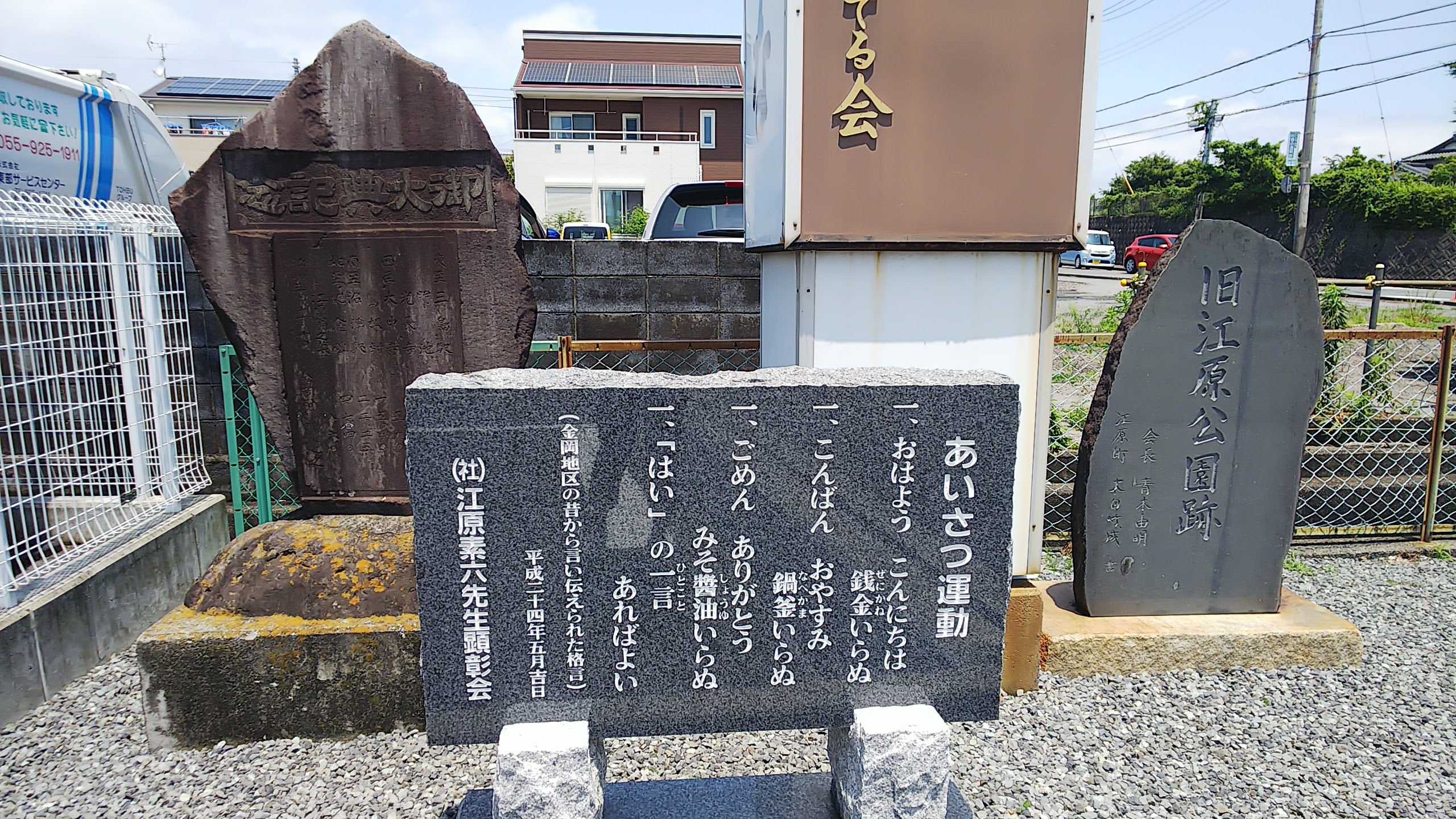
旧江原公園跡